# A kommunikációelmélet tudománytörténeti hagyományai
A kommunikációelmélet tudománytörténeti hagyományai hét tradíciót jelentenek a kommunikációs elméletek területén, és ezek együtt áttekintését nyújtanak a kommunikációs elméletekről. Osztályozásuk azt is megmutatja, hogy miért van egyes tradícióknak közös alapja, míg mások az egymással szemben álló célok és feltételezések miatt teljesen elszigetelődnek egymástól.

## A szociálpszichológiai hagyomány
A szociálpszichológiai tradíció, amely a kommunikációt mint interperszonális befolyásolást fogja fel, testesíti meg a tudományos vagy empirikus perspektívát. Eszerint vannak olyan kommunikációs igazságok, amelyek gondos, módszeres vizsgálatok segítségével tárhatók fel. Az ezt a hagyományt követő kutatók olyan ok-okozati összefüggéseket keresnek, amelyek megjósolják, mikor lesz sikeres egy bizonyos kommunikációs viselkedés, és mikor nem.
Carl Hovland, a kommunikációs kutatások kísérleti kutatásának egyik alapítója egy harminc fős kutatócsoportot vezetett a Yale Egyetemen. A „Ki mit mond kinek és milyen hatással” keretein belül a Yale Attitűdvizsgáló Csoport a meggyőzési lehetőségek három különböző okát kutatta:
1. Ki – az üzenet forrása (szakértelem, megbízhatóság)
2. Mit – az üzenet tartalma (segélykérés, az érvek sorrendje)
3. Kinek – a befogadó jellemzői (személyiség, befolyásolhatóság)

A fő hatás, amit vizsgáltak, a vélemény változása volt, melyet attitűdskálákon mértek az üzenet fogadása előtt és után. Hovland és kollégái kimutatták,  hogy nagyon hitelesnek tűnő forrásból származó üzenet nagyobb véleménymódosítást eredményezett, mint a kevésbé hihető forrásból származó üzenet. A Yale kutatói a hitelesség kétféle forrását találták: a szakértelmet és a jellemet.

## A kibernetikai hagyomány
A kibernetikai hagyomány követői a kommunikációt információfeldolgozásként fogják fel.
Norbert Wiener nevéhez fűződik a kibernetika szó megszületése, amely a mesterséges intelligencia jelölésére szolgál. A „kommunikáció, mint információfeldolgozás” felfogást Claude Shannon, a Bell Telefontársaság kutatója vezette be, aki egy matematikai elméletet dolgozott ki a jelzések továbbítására. Célja az volt, hogy lehetőleg minél nagyobb vonalkapacitást biztosítson, minél kisebb torzítás mellett. Az üzenet jelentése, vagy annak az üzenetet fogadókra gyakorolt hatása kevéssé érdekelte. Elmélete pusztán a torzításmentes hangtovábbítás technikai problémájának megoldására irányult. Shannon egyenletét Warren Weaver értelmező esszéje kapcsolja össze az interperszonális kommunikációval, ami ezen a területen is alkalmazza az információveszteség fogalmát.

## Retorikai hagyomány
A kommunikációval kapcsolatos ismeretek legfőbb forrása egészen a XX. századig a görög-római szónoklattan volt.
A retorikai hagyomány a kommunikációt mint jól megszerkesztett nyilvános beszédet fogja fel. Legjelesebb képviselőjük az időszámításunk előtti IV. századból Démoszthenész. Néhány évszázaddal később a római államférfi, Cicero olyan rendszert fejlesztett ki, amellyel meg lehetett találni bármilyen jogi ügy kulcspontját[forrás?]. Sok ezer szónok finomította a szónoklás görög-római hagyományát, mely a Földközi-tenger ősi városállamaiban kezdődött a szofistákkal és még ma is virágzik: 1963-ban ifj. Martin Luther King is a retorikai hagyománynak megfelelő stilisztikai eszközöket használt legendás „Van egy álmom” beszédében: vizuális láttatás, ismétlés, alliteráció és metafora.

## A szemiotikai hagyomány
A szemiotikai hagyomány a kommunikációt a jelek segítségével történő jelentésátvitel folyamataként fogja fel.
A szemiotika a jelek tudománya. Jelnek minősül mindaz, ami valami mást helyettesít. 
A szavak speciális jelek: szimbólumok.
I.A. Richards, a Cambridge Egyetem irodalomkritikusa az elsők között írta le első között, hogyan működnek a szavak. Richards szerint a szavak önkényes szimbólumok, melyeknek nincs belső jelentésük. Richards és más szemiológusok úgy gondolják, hogy a jelentést nem a szavak vagy más szimbólumok hordozzák, hanem maguk az emberek. Brit kollégájával C.K. Ogdennel Richards megalkotta a szemantikai háromszöget, hogy rámutasson arra az indirekt  kapcsolatra, ami a szimbólumok és azok feltételezett utalásai között van.
A szemiotikai tradícióba tartozó tudósok azt kutatják, hogy a jelek – álljanak néhány képből, vagy több ezer szóból – hogyan közvetítik jelentésüket, és hogyan lehet őket félreértés nélkül használni.

## Szociokulturális hagyomány
A szociokulturális hagyomány a kommunikációt mint a társadalmi valóság létrehozóját és megtestesítőjét fogja fel.
A szociokulturális tradíció azon feltételezésen alapul, hogy az emberek a kultúrát beszéd közben teremtik újra és újra. A szociokulturális felfogás szerint a valóságról alkotott képünket erősen befolyásolja az a nyelv, amit gyerekkorunk óta használunk.
A szociokulturális tradíció úttörői a Chicago Egyetem nyelvésze, Edward Sapir és tanítványa, Benjamin Lee Whorf. A nyelvi relativitás Sapir-Whorf féle elmélete azt állítja, hogy egy kultúra nyelvének szerkezete formálja az emberek gondolatait és tetteit. Elméletük szembeszáll azzal a feltevéssel, hogy minden nyelv hasonló, és a szavak csupán a jelentés hordozására szolgáló közömbös eszközök. (Példa: az angol nyelv egyes szám második személyű személyes névmása. A beszélők közötti kapcsolattól függetlenül az amerikaiak a „you” szót használják. A magyarul beszélőknek azonban választaniuk kell tegező vagy magázó megszólítás között. A japánoknak pedig ennél is több megkülönböztetést kell észben tartaniuk. A japán nyelvben tíz megszólítás lehetősége, nemtől, kortól és a beszélő helyzetétől függően.)
A kortárs szociokulturális kutatók azt állítják, hogy  "a valóság létrehozása, fenntartása, helyreállítása és átalakítása" a kommunikációs folyamaton keresztül valósul meg. Más szóval, az egymással beszélgető emberek közösen szerkesztik a saját társadalmi világukat.

## Társadalomkritikai hagyomány
A társadalomkritikai hagyomány a kommunikációt intellektuális kihívásnak tekinti az igazságtalan diskurzus ellen.
A társadalomkritika elmélete kifejezés a „Frankfurti Iskola” néven ismert német tudóscsoporttól ered, akik nevüket onnan kapták, hogy valamennyien a Frankfurti Egyetem független Társadalomkutatási Intézetének tagjai voltak. Az intézet eredetileg Marx Károly eszméinek értékelésére jött létre.
A Frankfurti Iskola vezető egyéniségei – Max Horkheimer, Theodor Adorno és Herbert Marcuse – meg voltak győződve arról, hogy „a történelmet a szenvedés igazságtalan elosztása jellemzi”. Ezt az egyenlőtlenséget mutatták ki a modern nyugati demokráciákban is, ahol azok, akiknek van, kizsákmányolják azokat, akiknek nincs.
A társadalomnak három jellemzőjét támadják:
1. A nyelv kisajátítása a hatalmi előnyök fenntartása érdekében
2. A tömegtájékoztatás szerepe az elnyomással szembeni érzékenység tompításában
3. A tudományos módszerekbe vetett vak hit és a tapasztalati úton szerzett eredmények kritika nélküli elfogadása

## A fenomenológiai hagyomány
A fenomenológiai hagyomány a kommunikációt úgy fogja fel, mint önmagunk és mások felfedezését  dialóguson keresztül.
A fenomenológia kifejezés a mindennapi élet szándékos elemzésére utal (fenomén a. m. jelenség), mégpedig az azt megélő személy szempontjából. A fenomenológiai tradíció tehát nagy hangsúlyt fektet arra, hogy az emberek hogyan értelmezik saját szubjektív tapasztalataikat. Egy személyes történet fontosabb lesz – és megbízhatóbb – mint bármely kutatási hipotézis vagy kommunikációs axióma. Carl Rogers ezt így fogalmazta meg: „Sem a Biblia, sem a próféták, sem Freud, sem a kutatás, sem Isten, sem az ember kinyilatkoztatásai nem érnek többet saját közvetlen tapasztalatomnál”
Nincs két ember azonban, akinek egyforma lenne az élettörténete.  Carl Rogers biztos volt benne sokéves pszichiátriai tapasztalata alapján, hogy két ember a felszínes benyomásokon túllépve egy mélyebb szinten egymásra hangolódhat, fejlődés lehetséges mind a személyen, mind pedig a kapcsolatokon belül.
Három szükséges és önmagában elégséges feltételt határozott meg ahhoz, hogy páciensének személyisége és kapcsolata megváltozzon. Ha a páciensek érezték a tanácsadó (1) kongruenciáját, (2) feltétel nélküli pozitív odafordulását, (3) empatikus megértését, állapotuk javult.
A kongruencia egy személy belső érzései és külső megnyilvánulásai közötti összhang. A feltétel nélküli pozitív odafordulás a teljesítménytől, a másik megnyilvánulásaitól független elfogadó attitűd. Az empatikus megértés annak képessége, amivel átmenetileg félretesszük saját nézeteinket és értékeinket, és előítélet nélkül belépünk egy másik ember világába.